# Кампания в Ла Реформа
Кампанията в Ла Реформа е част от Кубинската война за независимост, която се води в продължение на 16 месеца от кубинските революционери под командването на Максимо Гомес срещу испанските сили под командването на Валериано Вейлер. Въпреки че испанците превъзхождат кубинските сили с 40 000 към 600, партизанската тактика на Гомес, както и времето, причиняват смъртта на над 40 испански войници на ден по време на кампанията. Неговият подход е да раздели силите си на малки партизански групи и да се бие сам с генералния си щаб, докато непрекъснато се движи.
Той също така не оставя испанските колони, които го преследват да спят на открито. Стратегията на Гомес се състои в използване на условията на околната среда като прекомерната топлина, лошите пътища, речните наводнения и болестите, морала срещу неопитните испански войници, които не ядат, не спят и които се разболяват, използвайки информация, подкрепена от ефективна разузнавателна служба и проследяваща целите на испанските сили.

## Ход на Кампанията
За да развие такава важна кампания, Гомес възнамерява да я планира по такъв начин, че Вейлер да бъде принуден да изпрати голям брой войници на избрания от него театър на операциите. Той трябва да се отправи към пасищата на Ла Реформа, малка площ от само 70 km², защитаван от 10 000 испански войници.
Генералисимусът знае състава на войските, които ще го атакуват, давайки на испанците предпочитание за пехотни оръжия, използването на артилерия и множество препятствия, подкрепени от малкото разположени конници, което прави колоните по-тежки и по-бавни, липса на мобилност и лоша маневреност. Той получава това знание, заедно със системата за проучване, която поддържа срещу своя противник, както и кавалерийските патрули, които наблюдават всички пътища и движения на войски, стратегически изгодната топография на терена са основните елементи, които той използва. Гомес също се характеризира основно с голяма мобилност, познаване на вражеските маневри и физическото и морално изтощение на опонентите си.
Общата характеристика е да не се водят фронтални битки, които биха могли да доведат до големи загуби на хора и военни ресурси, и да се подлага врагът на постоянен тормоз ден и нощ, което да го измори.
За да упражни кампанията си, Гомес продължава да преструктурира силите си, които ще участват в нея. За тази цел той преструктурира 4-ти армейски корпус, който включва военната част, но също така и цивилната, като отдава голямо значение на префектурите и сътрудничеството на цивилното население.
Ескортът на генерала и експедиционният полк, командван от полковник Армандо Санчес, добавят 600 души към обединената кубинска армия и тя формира основната част от силите на Гомес. Останалите войски, съставляващи 4-ти армейски корпус, извършват независими действия за подкрепа, като прекъсване на движението на вражески колони, въпреки че в някои случаи те директно подкрепят действия, извършвани от Гомес.

## Февруари – май 1897 г.
Атаката срещу Аройо Бланко, укрепен град, има хелиограф, който позволява директна комуникация и телеграфни връзки с Хавана, което е друга от неговите операции за заблуда на врага. На 27 януари генерал-майор Франсиско Карийо Моралес, началник на 4-ти армейски корпус, започва обсадата на града, където мамбизите използват оръдия със сгъстен въздух.
В помощ на обсадата на Аройо Бланко, испанската армия изпраща силна колона от Сиего де Авила, която е пресрещната в пасищата на Хуан Криоло.
Битката, макар и не победоносна за войските на Гомес от тактическа гледна точка, тя представлява отговор на техните цели. След ангажимента Вейлер установява генералния си щаб в Санкти Спиритус и разполага повече от 50 000 мъже в териториите на Санкти Спиритус, Сиенфуегос и Санта Клара.
Въпреки това, изправен пред такова съсредоточаване на испанската армия, Гомес продължава неуморно действията си, водейки силна битка срещу по-голяма сила като пример в битката при Санта Тереза на 8 – 9 март 1897 г. Кубинската армия се сблъсква с добре организираните Испански сили, които участват в кървава битка на позиции, която престава с падането на нощта, през нощта испанците са непрекъснато тормозени от кубинските сили, които се защитават.
Кубинските сили продължават да действат успешно, принуждавайки испанското командване да реорганизира армията си, с цел увеличаване на операциите през месец май, въпреки сезона на интензивни дъждове и обилна жега, което затруднява действията им. С тази стратегия Вейлер се опитва да обърне военните си операции и да действа с войските си, пряко подчинени на него, между Рио Хатибонико дел Норте и Рио Хатибонико дел Сур и Троча де Хукаро а Морон.
Изправен пред тази нова мярка на испанското командване, която увеличава преследването на мамбизите, Гомес предлага непрекъснато движение на войските си в различни посоки, включително юрисдикцията на Ремедиос в дълги дни при климат, който не е благоприятен за испанците, които са принудени да вървят под силно слънце, дъжд и подложени на постоянен нощен тормоз. Гомес нарежда на 4-ти армейски корпус да се премести в тила на врага, което в първата фаза не е изпълнено и вместо да действа в Сагуа, Сиенфуегос и Матансас, са атакувани близо до юрисдикцията на Санкти Спиритус, изразходвайки голямо количество ресурси. Това прави положението на Гомес по-трудно, но също така не означава, че 4-ти армейски корпус, воден от генерал Франсиско Карийо Моралес и Хосе Мария Родригес Родригес е бездействал, действайки в тила на врага.